# مکرتیچ آوتیسیان
مکرتیچ آوتیسیان (ارمنی: Մկրտիչ Ավետիսյան؛ ۱۸۶۴ – ۱۸۹۶) نویسنده، روزنامه‌نگار و چهره سیاسی ارمنی‌تبار اهل امپراتوری عثمانی بود.